# John Williamson (compositeur)
Pour les articles homonymes, voir John Williamson (homonymie) et Williamson.
John Ramsden Williamson (né le 31 octobre 1929 à Manchester et mort le 13 février 2015) est un compositeur et pianiste britannique. Il a étudié au Royal Manchester College of Music de 1949 à 1952.
John Williamson a étudié la composition avec Richard Hall et le piano avec Hedwig Stein. Il a composé des œuvres pour piano solo, de la musique de chambre, des concertos, des sonates et des mélodies. 